# Voto por internet
Voto por internet o voto telemático se produce cuando la votaciones se lleva a cabo mediante el uso de redes telemáticas de tal forma que los votos se depositan en una urna remota fuera de la vista del votante. Tanto la autorización para votar como el voto “viajan” por la red.
Dependiendo de cada implementación, el voto electrónico puede usar máquinas de votación electrónicas independientes (también llamadas EVM por sus siglas en inglés) o computadoras conectadas a Internet. Puede abarcar una gama de servicios de Internet, desde la transmisión básica de los resultados tabulados hasta la votación en línea a través de dispositivos domésticos comunes conectables.
El grado de automatización puede limitarse a marcar una boleta de papel, o puede ser un sistema integral de entrada de voto, registro de votos, encriptación de datos, transmisión a servidores, y finalmente consolidación y tabulación de los resultados electorales. Un buen sistema de votación electrónica debe realizar la mayoría de estas tareas mientras cumple con un conjunto de estándares establecidos por los organismos reguladores, y también debe ser capaz de manejar con éxito los estrictos requisitos relacionados con la seguridad, precisión, integridad, rapidez, privacidad, auditabilidad  accesibilidad, costo-efectividad y sostenibilidad ecológica.
La tecnología de votación electrónica puede incluir tarjetas perforadas, sistemas de votación de escaneo óptico y quioscos de votación especializados (incluidos los sistemas de votación electrónica autónoma de grabación directa o DRE). También puede involucrar la transmisión de boletas y votos a través de teléfonos, redes de computadoras privadas o Internet.
El voto por internet ha cobrado popularidad y ha sido usado para elecciones generales y referéndum en el Reino Unido, Estonia y Suiza, así como también en elecciones municipales en Canadá, elecciones partidarias primarias en Francia y elecciones presidenciales en los Estados Unidos.

## Tipos de voto electrónico
Aunque es frecuente referirse al voto electrónico, sin matizar, como una de las variantes de voto electoral, lo cierto es que existen otras variantes con requisitos diferentes.
Por tanto, el voto electrónico puede ser:
- Voto electrónico electoral
- Voto electrónico societario

### Requisitos del voto electoral
- Una persona, un voto. No se aplica ponderación al voto, aunque pueden aplicarse reglas en la distribución de votos por candidaturas que dan lugar a electos. Entre ellas está la denominada "Ley d'Hondt".
- Voto anónimo. No debe ser posible trazar la persona que ha depositado el voto a partir del propio voto.
- Control de votantes para detectar que han votado y que no puedan hacerlo más de una vez.

### Requisitos del voto societario
- Cada voto puede ponderarse según el porcentaje de participación del votante o su representado en la institución en la que se vota. Estatutariamente pueden limitarse los máximos derechos de voto.
- Voto no anónimo. Debe ser posible conocer el sentido de voto, especialmente de los votantes mayoritarios. Excepcionalmente algunos aspectos votados deben garantizar voto anónimo (típicamente la aprobación de retribuciones de los consejeros, para que no pueda derivarse una animadversión de los consejeros hacia, por ejemplo, un accionista que no votó a favor).
- Control de votantes para detectar que, en caso de que hayan votado, pero se esté a tiempo de cambiar el sentido de voto, puedan hacerlo.

### Modalidades de voto electrónico electoral
Se pueden identificar dos tipos principales de votación electrónica muy importantes:
1. Voto electrónico supervisado físicamente por representantes de autoridades electorales gubernamentales o independientes (por ejemplo, máquinas de votación electrónica ubicadas en centros de votación)
2. Votación electrónica remota a través de Internet (llamada en inglés i-voting) en la que el votante envía sus votos electrónicamente a las autoridades electorales, desde cualquier ubicación. Este tipo es especialmente útil para las personas que viven en lugares apartados, las personas con discapacidad motriz o simplemente las personas que no desean desplazarse a los congestionados centros de votación.

### Modalidades de voto electrónico societario
Las variantes principales de voto electrónico societario son las siguientes:
- Votación anticipada sobre puntos del orden del día.
- Votación en tiempo real sobre puntos del orden del día, el día del evento.
- Delegación de voto con instrucciones de voto.
- Votación anticipada sobre candidaturas a órganos directivos.
- Votación en tiempo real sobre candidaturas a órganos directivos, el día del evento.

## Inconvenientes y ventajas
Inconvenientes
- Según Mauro D. Ríos, el sistema de voto electrónico más seguro desde lo técnico, puede fallar en aspectos tan simples como otorgándole la llave de las base de datos a un tercero que puede ser una empresa de auditoría, quién respalda las bases de datos o quién provee conectividad para las consultas recurrentes en los sistemas.[6]
- Según Bernd Beckert, el investigador responsable del proyecto sobre voto electrónico del Panel de Opciones Científicas y Tecnológicas del Parlamento Europeo (STOA), existe el riesgo de fraude y de amenazas a la seguridad por parte de Hackers.[7]
- Si bien el votante tiene que identificarse por medio de su identificación oficial, la verificación no se puede hacer sobre la persona (a diferencia de cuando se vota en un recinto electoral). No obstante, para superar este obstáculo se puede utilizar el voto por Internet a través del móvil, de forma que la tarjeta SIM sirve para identificarse y se necesita activar la identificación móvil en la web de la Policía.
- El voto por Internet está muy expuesto a la coacción sobre el votante y a la compra de votos.[8]
- La elección pierde toda auditabilidad, dado que no hay un documento físico que respalde a cada uno de los votos emitidos; un error de programación o un ataque deliberado pueden alterar uno o todos los votos emitidos[9]
- El diseño de interfaces usuario muchas veces es subóptimo, y la población menos acostumbrada al uso del cómputo puede sufrir dificultades que entorpezcan la votación, o incluso que cambien el sentido por completo de su voto[10]

Ventajas
- Permitiría votar desde cualquier lugar con acceso a Internet.
- Según Thad Hall, un politólogo autor de Electronic Elections, permitiría votar a las personas con discapacidades o que tienen dificultades para llegar en su día al colegio electoral o lugar de votación.[11]
- El voto por correo[3] también está sujeto a riesgos, y sin embargo se utiliza desde hace tiempo.
- Fomentaría la participación y el sentimiento de democracia.
- Comparado con otros sistemas de voto, el voto por internet es más eficiente en relación con el coste necesario para "producir" un voto.[12]

## El voto electrónico electoral en el exterior
Un punto de discusión es la responsabilidad ciudadana de quién ejerce el voto electrónico. Dice Mauro D. Ríos, especialista de Internet, que el voto electrónico es la panacea para ejercer el voto de los expatriados accediendo a la identificación consular y es en este sentido que reflexiona: (...) "el voto consular le permite a un ciudadano que no reside en su país, tomar una decisión que puede incidir en un resultado electoral y NO asumir su responsabilidad, es como arrojar la piedra y huir, sea cual fuere el resultado, bueno o malo para los intereses, propios por ejemplo, quién contribuyó a ellos “huye”, y jamás padecerá las consecuencias de sus actos, aun siendo estas consecuencia buenas, porque dicho ciudadano está cobijado en otro país de forma permanente y bajo sus reglas de convivencia, no las de su país natal. (ver)
Este aspecto del voto electrónico de expatriados no está exento de controversia más allá de la tecnología, la innovación o los avances en el ejercicio de la democracia.

## Campaña electoral
Para el voto por internet, resulta imprescindible que se proporcionen espacios gratuitos en los medios públicos de comunicación para las distintas posibilidades de voto.

## Aplicación

### Estados Unidos
En las elecciones presidenciales de Estados Unidos de 2012, en varios estados (Alabama, Arkansas, Misuri, Nueva York, Alaska y Virginia Occidental) se ha podido ejercer el derecho al voto por internet, a través de la empresa española SCYTL.

### Estonia
Los ciudadanos de Estonia disponen de un documento de identidad electrónico, cada uno con un número secreto PIN asociado.
Los votos están encriptados para preservar el anonimato.
En 2008, después de modificar la ley electoral, implantaron el voto por Internet a través del móvil. Para votar a través del móvil, la tarjeta SIM sirve para identificarse y se necesita activar la identificación móvil en la web de la Policía de Estonia.

#### Cronología
En 2005, Estonia se convirtió en el primer país en ofrecer voto por Internet a nivel nacional en las elecciones locales. 9.317 personas votaron en línea.
En 2007 Estonia celebró las primeras elecciones generales permitiéndose el voto por Internet. La votación estaba disponible entre el 26 y el 28 de febrero. Un total de 30.275 ciudadanos utilizaron el voto por Internet.
En las elecciones municipales de 2009 locales, 104.415 personas votaron a través de Internet. Esto significa que aproximadamente el 9,5% de las personas con derecho a voto dieron su voto a través de Internet.
En el 2011 las elecciones parlamentarias entre el 24 de febrero y 2 de marzo 140.846 personas emitieron su voto en línea. 96% de los votos electrónicos fueron emitidos en Estonia y el 4% de los ciudadanos estonios residentes en 106 países extranjeros.

### India
En abril de 2011, Gujarat se convirtió en el primer estado de India en experimentar con el voto por Internet.

### Suiza
En Suiza se está estudiando la posibilidad de aceptar la votación electrónica por Internet, para que suba la cota de participación electoral, especialmente entre la gente joven.

### Colombia
Desde el año 2013 está siendo evaluada la posibilidad de implementar el voto electrónico en Colombia por medio de unas pruebas piloto. Situación que está en constante seguimiento por parte de la Comisión Asesora. Aunque no ha sido implementada de manera oficial en algún proceso electoral, podrá ser viable para el año 2018 en las elecciones presidenciales según comunicado del gobierno. La automatización de este proceso se va a llevar a cabo por medio de la huella dactilar permitiendo identificar de forma biométrica a los votantes. Esperando con esto mejorar la democracia y motivando el principio participativo de los electores.